# Heteromysis rubrocincta
Heteromysis rubrocincta är en kräftdjursart som beskrevs av Mihai Bacescu 1968. Heteromysis rubrocincta ingår i släktet Heteromysis och familjen Mysidae. Inga underarter finns listade i Catalogue of Life.